# Archiconchoecerra longiseta
Archiconchoecerra longiseta är en kräftdjursart som först beskrevs av Deevey 1978.  Archiconchoecerra longiseta ingår i släktet Archiconchoecerra och familjen Halocyprididae. Inga underarter finns listade i Catalogue of Life.